# Teatre total

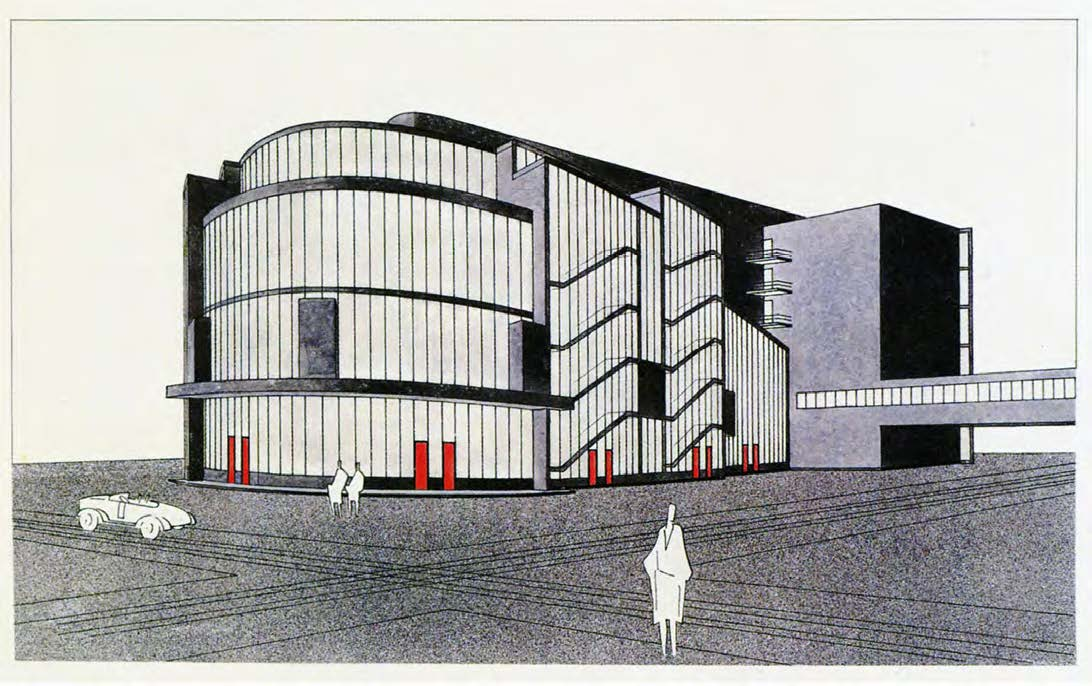
Walter Gropius, projecte del Teatre Total per Erwin Piscator. 1927, perspectiva de Stefan Sebök, tinta xinesa i tremp aplicada per aspersió, 69 x 95,7 cm, cortesia del Busch-Reisinger Museum, Harvad University Art Museums, donació de Walter Gropius.

El Teatre Total va ser un projecte artístic i arquitectònic desenvolupat durant la República de Weimar (1918-1933) per Erwin Piscator i Walter Gropius, fundador de la prestigiosa escola artística Bauhaus. Encara que el projecte mai va arribar a construir-se, l'objectiu d'aquest era el de crear un teatre que ajuntés les noves innovacions tècniques que el procés industrial portava amb la finalitat d'integrar a l'espectador en l'escena. Aquesta construcció es va idear amb la capacitat -entre d'altres- de canviar al mateix temps que la representació teatral ho feia.

## Context històric

### El teatre a l'Alemanya de principis de segle XX
És necessari entendre primerament la modificació de l'àmbit cultural i social produït per la Revolució Industrial del segle xix. La introducció de les màquines a la vida humana va augmentar el ritme dels desenvolupaments -més enllà dels tècnics- artístics i culturals. Amb l'inici del que semblava l'esperançador segle xx, les tendències artístiques -sobretot les pictòriques- van anar abandonant progressivament la representació de la realitat perceptible per donar pas a conceptes abstractes amb les avantguardes artístiques.
De la mateixa manera, l'arquitectura també va adquirir tendències innovadores provinents de la industrialització com el dinamisme, les línies diagonals, espirals i helicoides, asimetria i, el que més es relaciona amb el teatre, la incorporació de la maquinària a les noves estructures va provocar tendències que renovessin el teatre europeu.
Les renovacions teatrals del segle XX passaran per una modernització d'aquest a través del canvi en els codis per incorporar nous elements. Mentre que les diverses tendències artístiques europees es llançavenº a la recerca de noves vies d'expressió i representació, el teatre s'ajudarà de les noves creacions tecnològiques per allunyar-se del segle passat. El “nou” teatre es recolzarà en els mitjans tècnics, els objectes, les composicions, instal·lacions, llums, colors i projeccions amb un mateix objectiu: submergir a l'espectador a la representació, involucrar-lo sensorial i físicament, aconseguir una experiència total.

### ElTeatre Proletaride Piscator
La manifestació cultural de la classe popular a Alemanya es va donar a mitjan segle xix amb el naixement del moviment obrer gràcies a organitzacions com l'Associació General de Treballadors d'Alemanya (1863) o el Partit Socialdemòcrata obrer d'Alemanya. Amb aquestes, es va generar una consciència de classe que va portar a la classe proletària “demandar la seva pròpia cultura”. En acabar la Primera Guerra Mundial, el final de la Monarquia va provocar un desequilibri en les tradicions i en allò assentat, un desequilibri que les avantguardes culturals van aprofitar per proposar nous llenguatges i formes. Així doncs, es va començar a configurar en els marges un nou Teatre Ploretari a les mans d'Erwin Piscator i Hermann Schüll l'objectiu primordial del qual era trencar amb l'estructura teatral burgesa i fer el teatre accessible a les masses populars de les grans ciutats. 
"Les aspiracions que han d'animar a la direcció del Teatre del Proletariat han de ser: simplificar l'expressió i la construcció, procurar un efecte clar i inequívoc sobre el sentir del públic obrer, subordinar tot propòsit artístic a l'objectiu revolucionari, és a dir, inculcar i propagar conscientment l'esperit de la lluita de classes." 
Centrar-se en el missatge portarà com a conseqüència un llenguatge simple i concís que s'acosti al de les masses obreres el qual no se centrarà en les emocions sinó en els plantejaments polítics amb la finalitat d'educar moralment als espectadors. 
El teatre ja no havia de produir en l'espectador un efecte merament sentimental ni especular amb la seva rapidesa de reacció emotiva…; ara es dirigia conscientment a la seva raó. No havia de proporcionar tan sols entusiasme, esquinçament, sinó també explicacions, instrucció i ensenyaments.
Així doncs, els objectius de Piscator cada vegada s'acostaven més a la fusió entre el públic i l'escena. Amb el desenvolupament del seu Teatre Proletari, aquest va observar la disposició dels teatres berlinesos com un obstacle per al compliment de la seva fi propagandística. Considerava que la disposició obsoleta de l'auditori, amb un pati de butaques estratificat per classes socials, dificultaven tal finalitat. 
La forma de teatre que domina en la nostra època és la forma de l'absolutisme, que s'ha sobreviscut a si mateixa…: el teatre real. Amb la seva distribució en pati de butaques, graderies, llotges i galeries reflecteix les capes socials de la societat feudal

### El cinema en el teatre de Piscator
El cinema havia arribat a unes cotes de popularitat inimaginables, era el nou mitjà d'entreteniment de les masses a causa de la novetat que suposava i les innovacions tècniques que va portar amb si el cinematògraf. Erwin Piscator va saber veure aquest potencial i va decidir incorporar-ho en els seus muntatges escènics, ho utilitzava com a decorat escènic o ambientació històrica i documental. No obstant això, malgrat els instruments tecnològics, la finalitat seguia sense canviar, el cinema a l'escena no s'usava com una fi sinó com un mitjà per involucrar a l'espectador en ella i seguir transmetent un missatge propagandístic fidel als ideals del proletariat.

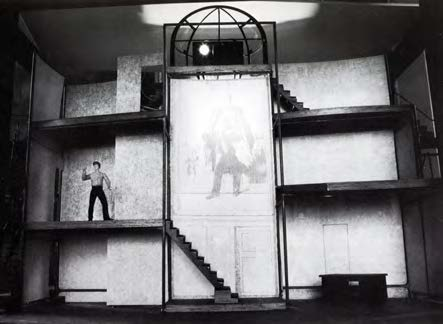
Escenografia per a l'obra Hoppla-wir Lebben al Theater am Nollendorfplatz, 1927.

El teatre havia perdut tot interès. La pel·lícula més miserable contenia més actualitat, reflectia millor l'excitant realitat dels nostres dies que qualsevol teatre amb la seva pesada maquinària dramàtica i tècnica. No és que el teatre, com a institució, se sobrevisqués a si mateixa; el que se sobrevivien eren la seva dramàtica i les seves formes. 

## Projecte del Teatre Total
Les necessitats en posada escènica que proposa Piscator obligaven a remodelar l'estructura arquitectònica del teatre gairebé al complet. Els seus intents de renovació en els teatres que llogava eren insuficients així que va decidir encarregar el projecte a un dels arquitectes Alemanys més importants del principi de segle, el creador de l'escola Bauhaus, Walter Gropius.
La intenció de Piscator era la de construir un dispositiu amb funcions mòbils capaç d'albergar, en un mateix espai i edifici, qualsevol de les formes del teatre clàssic: tant el teatre central com el circular i el de prosceni. Tota aquesta infraestructura havia d'estar repleta de sistemes audiovisuals que ajudessin, de la mà de l'estructura mòbil, a l'objectiu primordial: eliminar les barreres entre el públic i l'actor; incorporar a aquest en la posada en escena.
El projecte es va desenvolupar a l'estudi de Gropius entre el 12 de Març i el 20 d'Octubre de 1927. El desenvolupament del projecte, que mai va arribar a veure la llum, es pot agrupar en quatre fases tal com Prieto López exposa en el seu estudi.

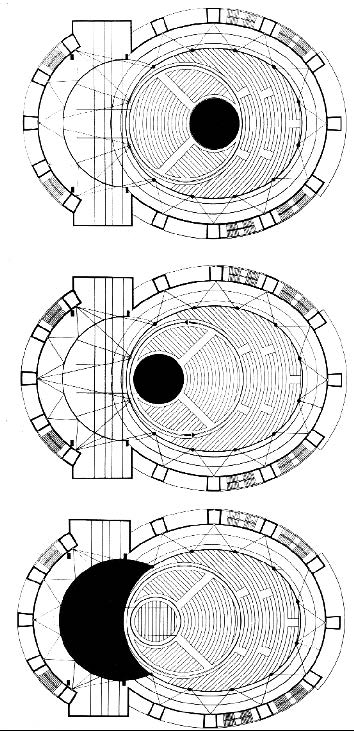
Plantes de l'edifici del Teatre Total

### Primera fase
La primera fase del projecte parteix d'influències de Poelzig i Van del Velde i es va començar per fusionar les escales a la planta circular. L'escenari es forma a partir d'una sèrie de plataformes hidràuliques circulars capaces de rotar i desplaçar-se. De la mateixa manera, i de nou per aconseguir allò que el teatre proletari es proposava, s'amplia la capacitat estàndard del pati de grades.

### Segona fase
La segona fase del projecte va ser la més important ja que va recollir la majoria d'innovacions que s'acabarien trobant en el projecte definitiu i que definirien la identitat i característiques d'aquest. En aquesta etapa els esforços se centren a definir i millorar el funcionament de l'escena circular que havia de ser mòbil.
L'escena es planteja a partir de dues figures geomètriques bàsiques com l'el·lipse i la circumferència i es planteja la relació entre ambdues figures per donar-li al projecte la flexibilitat total mitjançant una enginyosa rotació mecànica del cercle central de l'auditori. D'aquesta manera, mitjançant un senzill moviment, s'aconsegueix qualsevol de les tres disposicions teatrals anteriorment enunciades: el teatre central, el circular i el de prosceni.

Aquest mecanisme es va presentar com una plataforma circular elevable. Aquests moviments d'ascensió i descens, juntament amb la rotació de la plataforma circular, s'aconseguien totes les configuracions espacials necessàries, que implicaven a ambdues parts, tant actors com públic. 
Una transformació total del saló s'obté amb només fer que el pis del pati de butaques pugui girar al voltant del seu centre, 180 graus -per entendre bé això cal tenir en compte que, encara que el saló total és ovalat, el pati de butaques, juntament amb la plataforma, constitueixen un cercle col·locat en la part interior de l'oval-. Llavors, aquella petita plataforma rodona i enfonsable queda al centre del saló com a cercle, envoltat per tots costats de files concèntriques d'espectadors. També durant la representació pot fer-se-la girar mecànicament! L'actor té accés a aquest cercle per mitjà d'escales que pugen des del soterrani o pel passadís que uneix amb l'escenari, o bé baixant des del sostre per andamis o escales que, al mateix temps, permeten desenvolupar en el cercle escenes introduïdes verticalment.
En aquesta fase es defineix també la disposició de la gradería de l'auditori. Amb espai per unes dues mil persones, representants totes elles de les classes populars. Les butaques s'organitzen en files concèntriques dins de l'el·lipse. I malgrat es conforma com una graderia inclinada única, l'objectiu no resideix en l'estratificació social (característica que Piscator volia eliminar) sinó a aconseguir similars condicions acústiques i visuals per a tots els assistents. 
La invenció tracta d'un edifici teatral amb un escenari al fons i un prosceni giratori. La novetat consisteix en el següent: una plataforma giratòria situada al pati d'espectadors està proveïda d'una altra plataforma giratòria envoltada per dues files de seients i que serveix com a espai per a les representacions. Així doncs, es tracta d'un teatre amb un escenari al fons i, al mateix temps, amb un escenari central lliure pertot arreu.

### Tercera fase
A la tercera fase es va aprofundir en els aspectes audiovisuals relacionats amb la projecció total que Piscator havia sol·licitat. Destacarà un dels col·laboradors de l'estudi de Walter Gropius: Stefan Sebök.
En aquesta fase s'incorporessin figures com la de l'enginyer de la companyia Zeiss, Walther Bauersfeld, el també enginyer Dischinger i l'astrònom Max Wolf. Els tres van construir entre 1922 i 1923 el primer planetari, el Zeiss I, la cúpula d'aquest, que utilitzava l'última tecnologia de la companyia, va resultar d'interès per Gropius donades les exigències de Piscator referents a la multiprojecció.
Es va dissenyar com un espai únic el·líptic que acull l'escenari i l'auditori sustentat per 12 pilars de formigó armat, dels quals parteix una cúpula oberta en la seva part superior. A la cúpula, ideada per a la projecció zenital, se li va afegir la projecció perimetral a mode de ciclorama en pantalles enrotllables disposades entre els pilars. Aquestes pantalles rebien projeccions des de les caixes cinematografiques situades al llarg del perímetre de l'edifici. L'objectiu del sistema de multiprojecció era, de nou, activar la percepció de l'espectador submergit en una experiència que superava la visió unidireccional i focal del teatre clàssic i el cinema; activant així una tercera i fins i tot una quarta dimensió espacial.

### Quarta fase
En aquesta última fase s'acabaran de perfeccionar els elements tècnics de la cúpula.
La maqueta i els plànols últims van ser presentats a Piscator el 20 d'Octubre de 1927. En aquesta última versió s'incorpora un augment de la definició i una millor precisió en els traçats.
La cúpula metàl·lica triangulada, recolzada sobre els dotze pilars, no havia estat concebuda tan sols com un sostre, sinó que es pretenia que també participés artística i tècnicament. A través de l'obertura que es va deixar al principi es va introduir un cilindre despenjat que allotjaria elements de suport escènic i tècnic.
Les passarel·les que abans penjaven de la cúpula i que s'usaven a allotjar mitjans, personal, o a ser empleades com a part dels muntatges, redueixen el seu traçat a la meitat.
La cúpula es recobreix amb llenços blancs sobre els quals es pretenia projectar com si d'una pantalla concava es tractés. S'aconseguia així un entorn virtual complet.

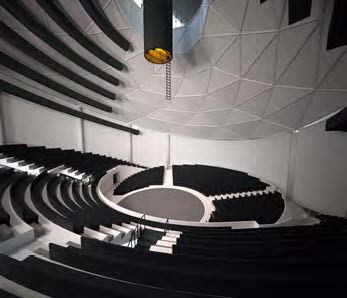
Reconstrucció del Teatre Total, vistes interiors, 2013.

Walter Gropius va decidir canviar el nom del projecte de Teatre Piscator a Teatre Total, atès que les solucions que donava el projecte també coincidien amb els estudis que la Bauhaus portava temps investigant. 
El problema de l'espai en el teatre ja ens venia ocupant, feia temps, als meus amics i a mi a la Bauhaus. El benvingut encàrrec de Piscator i la seva obstinació en aquestes pretensions va donar lloc a la solució final, que ara espera ser portat a la pràctica. El meu Teatre Total (patent alemanya) permet a cada director d'escena, amb ajuda d'intel·ligents instal·lacions tècniques, treballar en una mateixa representació a la caixa escènica, al prosceni o en un circ, o a diverses d'aquestes escenes alhora.